# Atherigona theodori
Atherigona theodori är en tvåvingeart som beskrevs av Willi Hennig 1963. Atherigona theodori ingår i släktet Atherigona och familjen husflugor. Inga underarter finns listade i Catalogue of Life.